# Marguerite Jamois
Marguerite Jamois, född den 8 mars 1901 i Paris, död den 20 november 1964, var en fransk skådespelerska och regissör.
Jamois var elev till Charles Dullin och var under mellankrigstiden den ledande skådespelaren vid Gaston Batys avantgardescener i Paris, Studio Champs Elysées och Théâtre Montparnasse. Hon spelade huvudrollen i en rad nyskrivna franska skådespel, och gjorde även klassiska roller som Jean Racines Faidra, Gustave Flauberts Madame Bovary och två berömda manliga roller: Hamlet och Alfred de Mussets Lorenzaccio.
Då Baty 1943 drog sig tillbaka övertog Jamois ledningen av Théâtre Montparnasse. Här iscensatte hon bland annat Ibsens Hedda Gabler, Eugene O'Neills Klaga månde Elektra och Anne Franks dagbok.
Jamois medverkade även i tre filmer: Mayerlingdramat i regi av Jean Delannoy (1949), Si Paris nous était conté i regi av Sacha Guitry (1956) och tv-filmen Britannicus i regi av Jean Kerchbron (1959).